# Oulad Aïssa (kommun i Khouribga)
Oulad Aissa (franska: Oulad Aissa (CR), Oulad Aissa (Commune Rurale), arabiska: كنفودة) är en kommun i Marocko.   Den ligger i provinsen Khouribga och regionen Béni Mellal-Khénifra, i den nordöstra delen av landet, 110 km söder om huvudstaden Rabat. Antalet invånare är 6 148.